# Estació del Carrilet d'Olot
L'estació d'Olot és l'estació terminal de l'antiga carrilet de Girona a Olot, que ha estat protegida com a bé cultural d'interès local.

## Descripció
És un edifici de planta rectangular amb teulat a quatre aigües. Disposa de baixos, primer pis i golfes. L'ordenació de la façana és amb sentit totalment funcional i d'estructura simètrica. Els baixos estan fets amb un sòcol de pedra volcànica fins a una alçada d'un metre i té cinc portes emmarcades amb estuc imitant la pedra, que donen accés a l'edifici. Una sanefa de rajols i pedra del país separen els baixos del pis superior, on hi ha cinc finestres amb la mateixa decoració que les obertures dels baixos. La cornisa està decorada amb una sanefa d'estuc amb motius vegetals estilitzats i cinc finestretes, igualment decorades amb estuc, que donen ventilació a les golfes.

## Història
L'any 1882 es va donar la concessió del "ferrocarril econòmic" d'Olot a Girona a l'empresa Domènec Puig-Oriol. L'any 1884, després de ser traspassada la concessió a diverses empreses, hi havia tres quilòmetres de línia mig construïts. Hom comptava que el ferrocarril seria fet abans d'acabar-se l'any 1889, però, el tren s'inauguraria el 14 de novembre de 1911. De principis del segle XX és l'edifici de l'estació i va funcionar fins als anys seixanta, moment en què es va decidir que el carrilet no era rendible.